# Monoclea forsteri
Monoclea forsteri là một loài Rêu trong họ Monocleaceae. Loài này được Hook. mô tả khoa học đầu tiên năm 1820.